# ديف سميث (لاعب كرة قدم بريطاني)
ديف سميث (بالإنجليزية: Dave Smith)‏ (22 سبتمبر 1933 في المملكة المتحدة - 8 سبتمبر 2022) هو مدرب كرة قدم ولاعب كرة قدم بريطاني في مركز الظهير. لعب مع برايتون أند هوف ألبيون ونادي بريستول سيتي ونادي بيرنلي.

## وصلات خارجية
- ديف سميث على موقع قاعدة بيانات كرة القدم.إي يو (الإنجليزية)